# João José da Silva Costa
João José Silva Costa (Parnaíba, Piauí, 1931 - Rio de Janeiro, 6 de dezembro de 2014) foi um arquiteto e pintor concretista, membro do Grupo Frente.

## História
Nascido no Piauí, veio para o Rio de Janeiro onde cursou a Faculdade Nacional de Arquitetura da Universidade Federal do Rio de Janeiro, formando-se em 1955. Durante esse período, frequenta o curso de pintura livre promovido pelo artista Ivan Serpa e inicia sua carreira em 1953. No ano seguinte, participa da fundação do Grupo Frente, tendo se tornado o último remanescente do mesmo ao falecer. Ao longo da carreira participou de diversas exposições no Brasil e no exterior como a Bienal Internacional de Arte de São Paulo, Bienal Interamericana de Pintura y Grabado (México), entre outras.  
Suas obras estão expostas em coleções particulares e museus, como o do Instituto Inhotim. 